# Dreamland (filme)
Dreamland (br:Área 51 - Zona Mortal) é um filme estadunidense, do ano de 2007, do gênero ficção científica, dirigido por James P. Lay.

## Enredo
Um casal, passando próximo a área 51, no deserto de nevada, acaba sendo enviado ao passado como efeito de experiências que estão sendo feitas no local. Se vêem repentinamente na época da segunda guerra mundial criando muitos paradoxos.

## Elenco
- Jackie Kreisler.......Megan / Rachel
- Shane Elliott.......Dylan
- Jonathan Breck.......Blake
- Channing Nichols.......Rachel criança
- Wayland Geremy Boyd.......Glen
- Kyle Saylors.......Dr. Niedlander
- Tony Vitucci.......Michael
- Rino Vitucci.......Anthony
- Ward Roberts.......Soldado
- Bridget Brady.......Sra. Niedlander
- Dashiell Howell.......Jóvem Blake
- Marlo Bernier.......Hitler
- Ashton Livesay.......Rachel bebê
- James P. Lay.......Russo lendo jornal